# Lesbia nuna
El colibrí colilargo menor (Lesbia nuna), también llamado colibrí coludo verde (en Venezuela y Colombia), cometa coliverde (en Colombia), colacintillo coliverde (en Ecuador) o colibrí de cola larga verde (en Perú), es una especie de ave apodiforme de la familia Trochilidae (los colibríes) una de las dos pertenecientes al género Lesbia. Es nativo de regiones andinas del noroeste y oeste de América del Sur.

## Distribución y hábitat
Se distribuye a lo largo de la cordillera de los Andes de forma disjunta desde el noreste de Colombia, por Ecuador, Perú, hasta el centro oeste de Bolivia. Registros antiguos desde Venezuela (Mérida) han sido cuestionados.
Esta especie es considerada localmente bastante común en sus hábitats naturales: las laderas arbustivas y los crecimientos secundarios, algunas veces en bosques de queñoa Polylepis y en páramos, en altitudes entre 1700 y 3800 m.

## Descripción
Al igual que el otro miembro de su género, el colibrí colilargo mayor (Lesbia victoriae), su rasgo físico más representativo es su larguísima cola, que en el caso del colibrí colilargo menor, puede alcanzar en algunos ejemplares los 13 cm de longitud, de los 15 a 17 cm que pueden llegar a medir en total los ejemplares machos. Las hembras tienen un tamaño menor (alrededor de 11 cm) y una cola mucho más corta (de entre 4 a 6 cm de longitud)

## Sistemática

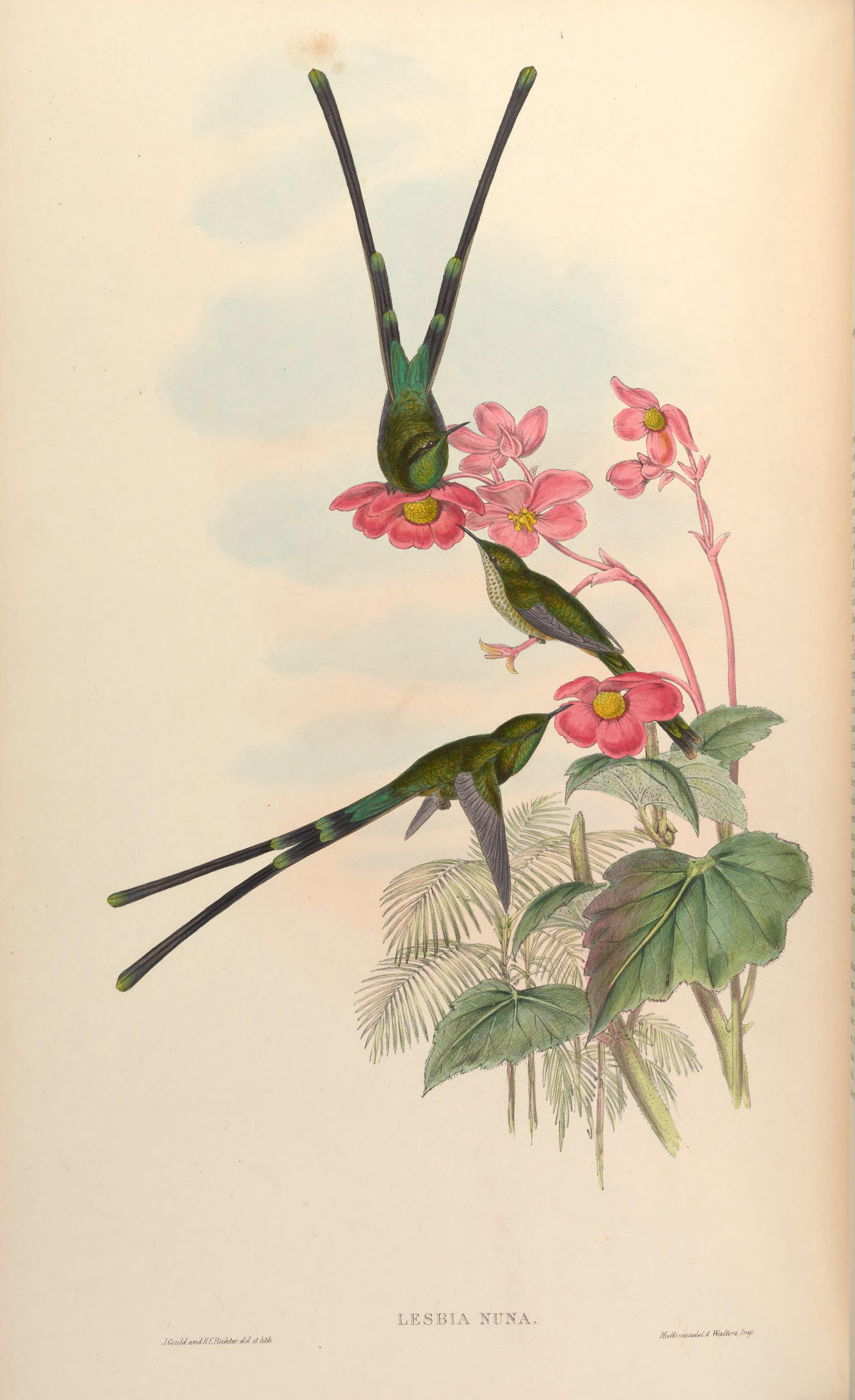
Lesbia nuna, ilustración de Gould y Richter en A monograph of the Trochilidae, or family of humming-birds 3, 1861.

### Descripción original
La especie L. nuna fue descrita por primera vez por el ornitólogo francés René Primevère Lesson en 1832 bajo el nombre científico Ornismya nuna; su localidad tipo es «Perú».

### Etimología
El nombre genérico femenino «Lesbia» proviene del griego «lesbias» que significa ‘mujer de Lesbos’; y el nombre de la especie «nuna», es una referencia a Nouna-Koali, una graciosa virgen india en la novela de Jean F.
Denis «Ismaël Ben Kaïzar ou la découverture du Nouveau Monde», de 1829.

### Taxonomía
Las diferencias en la exhibición y el comportamiento no sugieren que tenga un parentesco particularmente próximo con Lesbia victoriae, puede ser pariente más próximo de Ramphomicron. Las subespecies norteñas (todas, excepto la nominal y boliviana) han sido propuestas como una especie separada Lesbia gouldii, con base en diferencias de color y medidas de la cola,  pero estas diferencias parecen ser débiles y clinales. La forma propuesta L. eucharis (Bourcier & Mulsant), 1848 (del centro de Perú) se piensa ahora ser un híbrido con Lesbia victoriae, así como también la forma descrita L. chlorura Gould, 1871. La clasificación del Congreso Ornitológico Internacional (IOC) trata a la subespecie boliviana como un sinónimo de la nominal. Las subespecies aureliae y huallagae fueron recién descritas en el año 2004.

### Subespecies
Según la clasificaciones Clements Checklist/eBird  se reconocen siete subespecies, con su correspondiente distribución geográfica:
- Lesbia nuna gouldii (Loddiges), 1832 – Andes orientales del noreste de Colombia (Boyacá y Cundinamarca) y Andes centrales del sur de Colombia (sur de Cauca, Nariño)
- Lesbia nuna gracilis (Gould), 1846 – Andes de Ecuador.
- Lesbia nuna aureliae Weller & Schuchmann, 2004 – Andes del sureste de Ecuador (Azuay a Loja).
- Lesbia nuna pallidiventris (Simon), 1902 – Andes del norte y centro de Perú (este de Piura hasta el oeste de Huánuco).
- Lesbia nuna huallagae Weller & Schuchmann, 2004 – Andes del centro de Perú (valle del Huallaga en el centro de Huánuco).
- Lesbia nuna nuna (Lesson), 1832 – Andes del sureste de Perú y norte de Bolivia.
- Lesbia nuna boliviana Boucard, 1892 – Andes de Bolivia (de La Paz a Cochabamba).